# Seznam katastrálních území v okrese Břeclav
Zde je uveden kompletní výčet katastrálních území okresu Břeclav, včetně jejich rozlohy a evidenčních částí obcí, které na nich leží.

## Seznam katastrálních území
V okrese Břeclav se nachází 69 katastrálních území, celková rozloha okresu činí 1037,95 km².
| Název KÚ                  | Části obce             | Obec                   | Výměra (v km²) |
| ------------------------- | ---------------------- | ---------------------- | -------------- |
| Bavory                    | Bavory                 | Bavory                 | 5,00           |
| Bohumilice                | Bohumilice             | Klobouky u Brna        | 5,64           |
| Boleradice                | Boleradice             | Boleradice             | 12,12          |
| Borkovany                 | Borkovany              | Borkovany              | 13,94          |
| Bořetice u Hustopečí      | Bořetice               | Bořetice               | 9,04           |
| Brod nad Dyjí             | Brod nad Dyjí          | Brod nad Dyjí          | 11,21          |
| Brumovice                 | Brumovice              | Brumovice              | 10,51          |
| Břeclav                   | Břeclav                | Břeclav                | 39,71          |
| Březí u Mikulova          | Březí                  | Březí                  | 13,09          |
| Bulhary                   | Bulhary                | Bulhary                | 15,16          |
| Diváky                    | Diváky                 | Diváky                 | 8,49           |
| Dobré Pole                | Dobré Pole             | Dobré Pole             | 6,97           |
| Dolní Dunajovice          | Dolní Dunajovice       | Dolní Dunajovice       | 17,97          |
| Dolní Věstonice           | Dolní Věstonice        | Dolní Věstonice        | 8,82           |
| Drnholec                  | Drnholec               | Drnholec               | 35,19          |
| Hlohovec                  | Hlohovec               | Hlohovec               | 8,96           |
| Horní Bojanovice          | Horní Bojanovice       | Horní Bojanovice       | 8,37           |
| Horní Věstonice           | Horní Věstonice        | Horní Věstonice        | 7,81           |
| Hrušky                    | Hrušky                 | Hrušky                 | 15,91          |
| Hustopeče u Brna          | Hustopeče              | Hustopeče              | 24,61          |
| Charvátská Nová Ves       | Charvátská Nová Ves    | Břeclav                | 15,66          |
| Jevišovka                 | Jevišovka              | Jevišovka              | 12,65          |
| Kašnice                   | Kašnice                | Kašnice                | 1,56           |
| Klentnice                 | Klentnice              | Klentnice              | 7,69           |
| Klobouky u Brna           | Klobouky u Brna        | Klobouky u Brna        | 25,63          |
| Kobylí na Moravě          | Kobylí                 | Kobylí                 | 21,04          |
| Kostice                   | Kostice                | Kostice                | 12,45          |
| Krumvíř                   | Krumvíř                | Krumvíř                | 10,14          |
| Křepice u Hustopečí       | Křepice                | Křepice                | 6,72           |
| Kurdějov                  | Kurdějov               | Kurdějov               | 9,26           |
| Ladná                     | Ladná                  | Ladná                  | 10,06          |
| Lanžhot                   | Lanžhot                | Lanžhot                | 54,85          |
| Lednice na Moravě         | Lednice                | Lednice                | 25,79          |
| Mikulov na Moravě         | Mikulov                | Mikulov                | 45,32          |
| Milovice u Mikulova       | Milovice               | Milovice               | 6,51           |
| Moravská Nová Ves         | Moravská Nová Ves      | Moravská Nová Ves      | 23,41          |
| Moravský Žižkov           | Moravský Žižkov        | Moravský Žižkov        | 13,54          |
| Morkůvky                  | Morkůvky               | Morkůvky               | 6,75           |
| Nejdek u Lednice          | Nejdek                 | Lednice                | 5,48           |
| Němčičky u Hustopečí      | Němčičky               | Němčičky               | 7,77           |
| Nikolčice                 | Nikolčice              | Nikolčice              | 16,07          |
| Nové Mlýny                | Nové Mlýny             | Přítluky               | 3,73           |
| Novosedly na Moravě       | Novosedly              | Novosedly              | 16,74          |
| Nový Přerov               | Nový Přerov            | Nový Přerov            | 6,14           |
| Pavlov u Dolních Věstonic | Pavlov                 | Pavlov                 | 13,03          |
| Perná                     | Perná                  | Perná                  | 9,33           |
| Podivín                   | Podivín                | Podivín                | 17,75          |
| Popice                    | Popice                 | Popice                 | 9,99           |
| Poštorná                  | Poštorná               | Břeclav                | 21,76          |
| Pouzdřany                 | Pouzdřany              | Pouzdřany              | 13,58          |
| Přítluky                  | Přítluky               | Přítluky               | 10,57          |
| Rakvice                   | Rakvice                | Rakvice                | 21,79          |
| Sedlec u Mikulova         | Sedlec                 | Sedlec                 | 20,78          |
| Starovice                 | Starovice              | Starovice              | 8,19           |
| Starovičky                | Starovičky             | Starovičky             | 8,58           |
| Strachotín                | Strachotín             | Strachotín             | 14,13          |
| Šakvice                   | Šakvice                | Šakvice                | 11,82          |
| Šitbořice                 | Šitbořice              | Šitbořice              | 12,25          |
| Tvrdonice                 | Tvrdonice              | Tvrdonice              | 21,17          |
| Týnec na Moravě           | Týnec                  | Týnec                  | 11,60          |
| Uherčice u Hustopečí      | Uherčice               | Uherčice               | 13,60          |
| Úvaly u Valtic            | Úvaly                  | Valtice                | 9,67           |
| Valtice                   | Valtice                | Valtice                | 38,18          |
| Velké Bílovice            | Velké Bílovice         | Velké Bílovice         | 25,73          |
| Velké Hostěrádky          | Velké Hostěrádky       | Velké Hostěrádky       | 10,58          |
| Velké Němčice             | Velké Němčice          | Velké Němčice          | 21,97          |
| Velké Pavlovice           | Velké Pavlovice        | Velké Pavlovice        | 23,25          |
| Vrbice u Velkých Pavlovic | Vrbice                 | Vrbice                 | 9,40           |
| Zaječí                    | Zaječí                 | Zaječí                 | 15,86          |
| Celková výměra (v km²)    | Celková výměra (v km²) | Celková výměra (v km²) | 1037,95        |

## Zrušená katastrální území
V této tabulce jsou uvedena katastrální území na území dnešního okresu Břeclav, která byla v minulosti zrušena.
| Název KÚ              | Sídla                 | Současná obec | Rok zrušení | Začleněno do KÚ  |
| --------------------- | --------------------- | ------------- | ----------- | ---------------- |
| Česká Ves             | Česká Ves             | Hustopeče     | 1950        | Hustopeče u Brna |
| Nová a Kovářská Ulice | Nová a Kovářská Ulice | Hustopeče     | 1950        | Hustopeče u Brna |
| Příčný a Dlouhý Cejl  | Příčný a Dlouhý Cejl  | Hustopeče     | 1950        | Hustopeče u Brna |